# Ève et David
Ève et David est la troisième partie d’Illusions perdues, roman d’Honoré de Balzac. L'ouvrage parut initialement en 1843 aux éditions Furne. Relié à l’ensemble avec le sous-titre de Les Souffrances de l’inventeur, il figure dans les Scènes de la vie de province de La Comédie humaine. Pour un résumé des trois parties, se reporter au titre d’ensemble, Illusions perdues dans la section Principales œuvres et Scènes de la vie de province.